# Station Bray-Dunes
Station Bray-Dunes was een spoorwegstation langs de spoorlijn Dunkerque-Locale - Bray-Dunes in de Franse gemeente Bray-Dunes.
Komende vanuit Station De Panne, is Bray-Dunes het eerste Franse station. Omstreeks 1992 reden de laatste toeristentreinen tussen De Panne en Duinkerke. Sindsdien is het station gesloten.
Bray-Dunes was het noordelijkst gelegen station van Frankrijk. Tegenwoordig is dat Duinkerke, vanwaaruit er zowel TER-treinen als TGV's vertrekken. 
Er is nog een voormalig stationsgebouw aanwezig, maar daar is allang geen rails meer. Het betreft "station strand" van de lokaallijn naar Hondschoote. Deze reed tussen 1903 en 1929. De toeristische dienst zit nu in dat gebouw. 

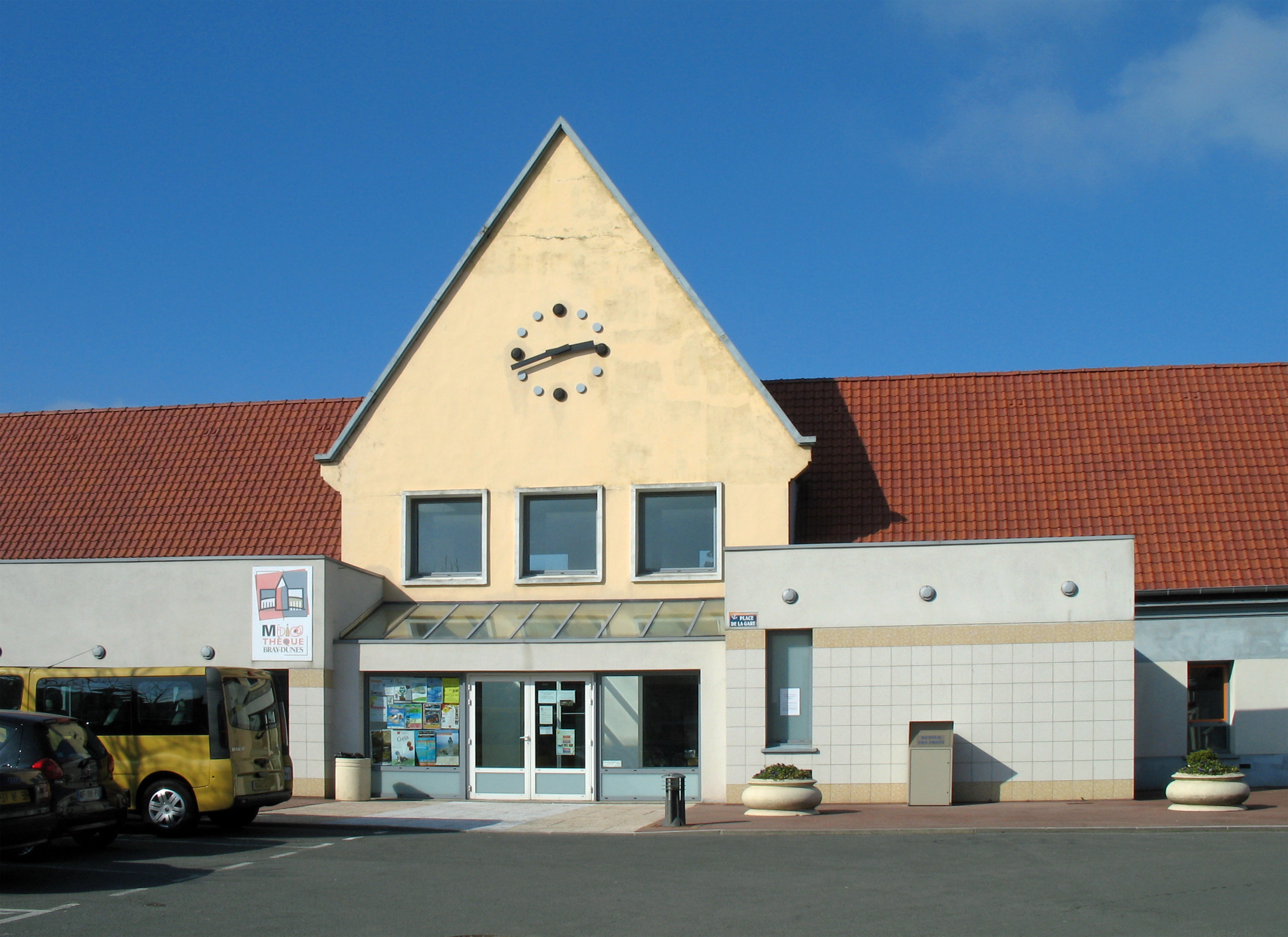
Het voormalige station van Bray-Dunes, thans mediatheek